# El Ámbar (Jitotol)
El Ámbar es una localidad del estado mexicano de Chiapas. Es parte del municipio de Jitotol.

## Demografía
| Gráfica de evolución demográfica |
|                                  |

| Censo | Población |
| ----- | --------- |
| 1940  | 115       |
| 1950  | 182       |
| 1960  | 194       |
| 1970  | 202       |
| 1980  | 279       |
| 1990  | 492       |
| 2000  | 714       |
| 2010  | 1 157     |
| 2020  | 1 742     |